# 中国2010年上海世界博览会秘鲁馆

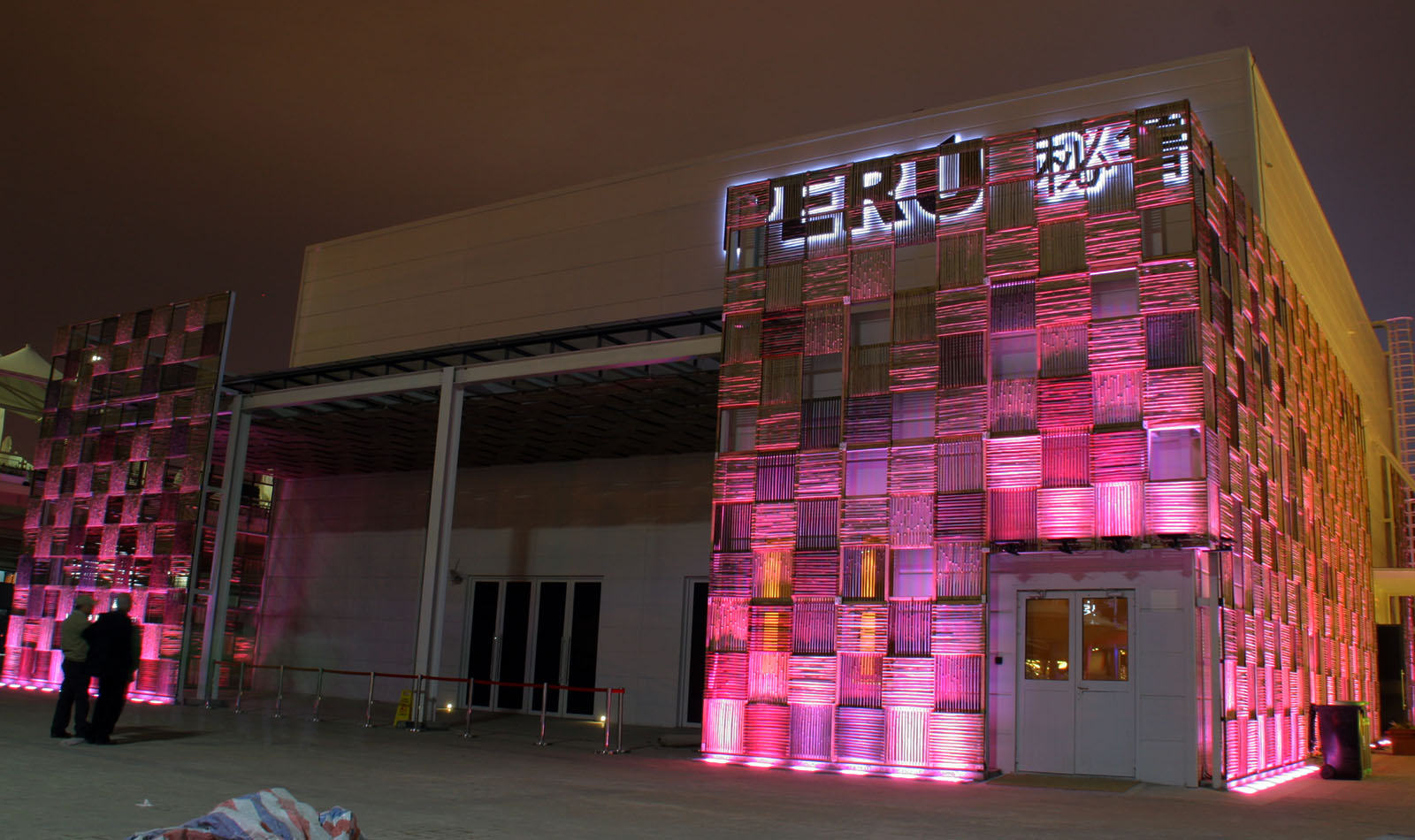
秘鲁馆

中国2010年上海世界博览会秘鲁馆，简称秘鲁馆（英文：Peru Pavilion at Expo 2010），是中国2010年上海世界博览会代表秘鲁的展馆，位于世博园区C片区。该展馆的主题为“食物哺育城市”，其展馆的国家馆日为7月28日。该馆核心设计为一个用金属材料制作的占地25平方米的平顶金字塔。游客通过6个巨型屏幕观看秘鲁的发展历程，了解秘鲁的古代与现代文明。该馆划分为饮食和商业两大展区。